# Купін Андрій Іванович
Купін Андрій Іванович — український науковець, фахівець в галузі інтелектуальних технологій керування та комп'ютерної інженерії. У теперішній час працює на посаді завідувача кафедри комп'ютерних систем та мереж Криворізького національного університету (м. Кривий Ріг, Україна). Доктор технічних наук (2010), професор (2013).

## Життєпис
Народився 22 жовтня 1972 року у селищі Слов'яносербськ Ворошиловградської (зараз Луганська) області Української РСР. Закінчив Слов'яносербську середню школу (1989).
Вищу освіту отримав у Східноукраїнському державному університеті (м. Луганськ, 1994), спеціальність «Робототехнічні системи та комплекси», кваліфікація «інженер-системотехнік». У 1994—1997 рр. працював за спеціальністю у банківські сфері України. У 1998 р. вступив до аспірантури Криворізького національного університету.
В 2001 р. захистив дисертацію на здобуття наукового ступеня кандидата технічних наук у Криворізькому технічному університети за спеціальністю 05.13.07 — автоматизація технологічних процесів під науковим керівництвом д.т.н., проф. Назаренка В. М. З 2002 р. — докторант кафедри інформатики, автоматики та систем управління (ІАСУ) Криворізького технічного університету. Вчене звання доцента кафедри ІАСУ отримав в 2008 р. З 2007 р. призначений на посаду завідувача кафедри комп'ютерних систем та мереж (КСМ).
Дисертацію на здобуття наукового ступеня доктора технічних наук захистив у Криворізькому технічному університеті (2010) за спеціальністю 05.13.07 — автоматизація процесів керування. У 2011—2015 рр. працював деканом факультету інформаційних технологій Криворізького національного університету. Вчене звання професора надано Міністерством освіти і науки України (МОНУ) в 2013 р.
Має понад 230 наукових публікацій (в т.ч. 10 патентів України). Підготував чотирьох кандидатів й одного доктора технічних наук. З 2017 р. до 2024 р. був постійним членом науково-методичної комісії (МНК) МОНУ за спеціальністю 123 — комп'ютерна інженерія. Співавтор стандартів вищої освіти з відповідної спеціальності: бакалавра (2018), магістра (2021), доктора філософії (2022). Експерт Національного агентства із забезпечення якості вищої освіти з акредитації спеціальностей 123 - комп'ютерна інженерія, 126 - інформаційні системи та технології, 151 - автоматизація та комп'ютерно-інтегровані технології (з 2020-2024 рр.). Експерт наукової ради МОН України, секція № 2 «Інформатика та кібернетика» (з 2020р.).
Голова спеціалізованої вченої ради Д 09.052.03 з присудження наукового ступеня доктора наук у Криворізькому національному університеті (з 2023р.), наукова спеціальність 05.13.07 - автоматизація процесів керування.
Є постійним членом редакційних колегій таких наукових видань:
1. «Досягнення у кібер-фізичних системах» (Advances in Cyber-Physical Systems) у Національному університеті "Львівська політехніка".
2. «Вісник Криворізького національного університету».
3. «Вісник НТУУ “КПІ імені Ігоря Сікорського”. Серія: Хімічна інженерія, екологія та ресурсозбереження».
4. «Електромеханічні і енергозберігаючі системи» Кременчуцького національного університету імені Михайла Остроградського.

Головні наукові праці:
1. Купін А.І. Інтелектуальна ідентифікація та керування в умовах процесів збагачувальної технології : Монографія. – Київ: Вид-во "Корнійчук". – 2008. – 204 с.
2. Купін А.І., Музика І.О. Комп’ютерна підтримка прийняття рішень для автоматизованого керування буровибуховими роботами з мінімізацією енерговитрат : Монографія. – Кривий Ріг: Вид-во ФОП Чернявський Д.О., 2013.‑ 200с.
3. Купін А.І., Кузнєцов Д.І. Інформаційні технології інтелектуальної діагностики асинхронних електродвигунів на основі спектральних характеристик : Монографія. – Кривий Ріг: Вид-во ФОП Чернявський Д.О., 2016.‑ 200с.
4. Купін А.І., Сенько А.О., Мисько Б.С. Ідентифікація та автоматизоване керування в умовах процесів збагачувальної технології на основі методів обчислювального інтелекту : Монографія. – Кривий Ріг: Вид-во ФОП Чернявский Д.О., 2018.‑ 298с.

Головні навчально-методичні праці:
1. Купін А.І., Музика І.О. Мережні інформаційні техно-логії. Практикум. Навч. посіб.‑  Кривий Ріг: Видавець ФОП Чернявський Д.О., 2015. ‑ 238с.
2. Купін А.І., Чубаров В. А., Музика І. О., Кумченко Ю. О., Сенько А. О., Кузнєцов Д. І. Проектування комп’ютерних систем та мереж. Практикум : навч. посіб. Кривий Ріг : Видавець ФОП Синєльников Д. А., 2022.- 151 с.
3. Купін А.І., Вдовиченко І.Н., Косей М.П. Комп'ютерні моделі та системи штучного інтелекту: навч. посіб. Кривий Ріг: Видавець ФОП Чернявський Д.О., 2024.- 404 с.